# Marie Liebermann
Marie Liebermann, geb. Rosenfeld, verh. von Balas-Kisócz (* 1. Mai 1875 in Puszta Zdenci bei Esseg, Slavonien; † 1935) war eine österreichische Schriftstellerin. Sie schrieb unter den Pseudonymen M. Roda Roda, Marie Roda Roda und Marius Roda.

## Leben
Sie kam 1875 auf der Pußta Zdenci zur Welt, auf der ihr Vater Leopold Rosenfeld als Verwalter tätig war. Ihr drei Jahre älterer Bruder war Alexander Roda Roda. Auf der Pußta Zdenci verlebte sie ihre Kindheit und ging 1889 zu ihrer älteren Schwester Gisela Januszewska (1867–1943) nach Brünn, wo sie ein Pensionat besuchte. Ihre Schwester wurde 1943 im KZ Theresienstadt ermordet. Den Plan, Medizin zu studieren, gab sie auf, als sie den Apotheker Josef von Balas-Kisócz kennenlernte und ihn 1892 in Budapest heiratete.
Sie reiste viel und besuchte verschiedene Länder Westeuropas. In zweiter Ehe war sie mit dem Arzt Dr. Emanuel Liebermann verheiratet, mit dem sie sich in Budapest niederließ. Marie Liebermann verstarb 1935.
Bereits im Kindesalter hatte sie sich mit ihrem Bruder Sándor Friedrich Rosenfeld, der sich später Alexander Roda Roda nannte, zu einem Autorenduo zusammengefunden. Sie veröffentlichten bis 1900 gemeinsame Werke, zudem entstanden mehrere Lustspiele mit ihrem Bruder und dem Komiker des kroatischen Nationaltheaters in Agram, Ernst Grund.

## Werke (Auswahl)

### Mit Alexander Roda Roda
- Der König von Crucina. Komödie in 3 Akten. Danner, Mühlhausen 1892.
- Der Gutsherr von Ljubin. Roman. 1893.[1]
- Zwei Jahre. Roman. 1894.[2]
- Kukuruz. (Lustige Geschichten aus Slavonien.) 1898.[3]
- Die Argonauten. Aus dem Serbischen überführt. 1899.[4]
- Soubrettenliebe. Lustspiel; mit A. Roda Roda und Ernst Grund. 1899.[5]
- Der Schmuggler. Libretto; mit A. Roda Roda und Ernst Grund. 1899.[6]
- Inserate. Lustspiel, mit A. Roda Roda und Ernst Grund. 1900.[7]

### Alleinige Veröffentlichungen
- Der wilde Milan. Roman aus Slavonien. (Als M. Roda Roda) Reißner, Dresden/Leipzig 1900. (Digitalisat)
- Mariagnad. Roman. 1911.[8]
- Drei aus einem Nest. (Als Marie Liebermann) 2 Bände. Reclam, Leipzig 1912.
- Der Ehegarten. (Als Marie Liebermann) Schuster & Löffler, Berlin/Leipzig 1913.
- Die Kummerziege und andere Geschichten. (Als Marie Liebermann) Eysler, Leipzig 1920.